# 阿兰迪
阿兰迪（Alandi），是印度马哈拉施特拉邦浦那县的一个城镇。总人口17561（2001年）。

## 人口
该地2001年总人口17561人，其中男性9811人，女性7750人；0—6岁人口2199人，其中男1133人，女1066人；识字率73.12%，其中男性为80.65%，女性为63.59%。